# Castlevania II: Simon's Quest
Castlevania II: Simon's Quest, connu au Japon sous le nom Dracula II: Noroi no Fūin (ドラキュラII 呪いの封印, Dorakyura Tsū: Noroi no Fūin, lit. « Dracula II: Le sceau de la malédiction »), est un jeu vidéo d'action et de plates-formes développé et édité par Konami. Comparé aux autres jeux sortis à la même époque, ce jeu dispose d'une grande durée de vie.

## Histoire
Malgré sa victoire sur Dracula sept ans plus tôt, Simon Belmont souffre d'une étrange maladie incurable. Sentant sa mort approcher, il part se recueillir sur la tombe de ses ancêtres. Mais une vieille femme l'y attend, lui révélant que sa maladie est dû à une malédiction de Dracula, proférée juste avant d'être vaincu. L'unique moyen de conjurer ce sort est de retrouver les fragments de Dracula, puis de les brûler dans les ruines de son château afin de le ressusciter et de le détruire une nouvelle fois. Mais lesdits fragments sont cachés dans des manoirs hantés, tous gardés par des fidèles de Dracula.
Armé de son fouet, Simon doit arpenter la Transylvanie à la recherche des manoirs où sont cachés les fragments de son Némésis : l'ongle, l’œil, la côte, l'anneau et le cœur. Une fois cela fait, Simon pénètre dans les ruines du château et ressuscite Dracula avant de l'anéantir à nouveau, conjurant ainsi la malédiction.
En fonction du nombre de jours passé dans le jeu, trois fins sont possibles :
- plus de 15 jours : ni Simon ni Dracula n'auront survécu à leur combat. Mais Simon sera tout de même célébré en tant que héros par les habitants.

- entre 8 et 14 jours : Simon parvient à vaincre Dracula mais ce dernier le blesse mortellement avant de mourir. Incapable de se soigner, Simon finira par y succomber.

- 7 jours ou moins : Simon parvient à vaincre Dracula et à conjurer la malédiction. Il se recueille devant la tombe de son adversaire avant de s'éloigner. Mais alors que la nuit tombe, la tombe se met à trembler alors qu'une main sort de terre...

## Système de jeu
Le jeu se distingue de son prédécesseur car il introduit des éléments de recherche et de RPG. Le joueur doit acheter des objets lui permettant d'explorer de nouvelles zones et de combattre les ennemis plus efficacement. Mais il doit aussi parler à de nombreux villageois afin d'obtenir des informations nécessaires à la progression de l'aventure : localisation d'un fragment de Dracula, comment traverser un endroit spécifique, où trouver un objet utile... sachant que la plupart des villageois racontent des mensonges.
En outre, le jeu propose une alternance jour / nuit. De jour, Simon peut parler aux villageois et utiliser les services des villes. De nuit, les monstres doivent subir deux fois plus de dégâts pour mourir mais ils laissent une récompense plus importante lorsque Simon en vient à bout. De plus, les villes sont envahies de zombies et de chauves-souris. L'alternance jour / nuit ne s'applique cependant pas aux manoirs. Il est à noter que, contrairement à l'opus précédent, il n'y a que deux de maîtres de donjons : la Mort et Camilla. 
La cartouche ne dispose pas d'une pile de sauvegarde, le joueur doit donc reprendre la partie à l'aide d'un mot de passe révélé à chaque fin de partie.

## Différentes versions
Sorti seulement au Japon en 1987 sur Famicom Disk System, il sort ensuite en 1988 sur la console Nintendo Entertainment System en Amérique du Nord. En 1990, la version Nintendo Entertainment System sort en Europe, exclusivement en anglais, il n'y a pas par la suite de traduction française officielle. En 2002, une version pour Windows est développée dans le cadre d'une collection de jeu Konami.
Le jeu est inclus dans la compilation Castlevania Anniversary Collection sorti en 2019 sur Windows, Nintendo Switch, PlayStation 4 et Xbox One.